# Hendrik Bekker
Pas d'image ? Cliquez ici

a Compétitions nationales et continentales officielles uniquement.

b Matchs officiels uniquement.
 Hendrik (Jaap) Petrus Jordaan Bekker, né le 11 février 1925 à Dordrecht (Afrique du Sud) et mort le 6 août 1999, est un joueur de rugby à XV qui a joué avec l'équipe d'Afrique du Sud. Il évoluait au poste de pilier.

## Carrière
Il a disputé son premier test match le 5 janvier 1952 contre l'équipe d'Angleterre. Son dernier test match fut contre les All Blacks, le  1er septembre 1956.
Il jouait pour la province du Northern Transvaal.

## Palmarès
- 15 test matchs avec l'équipe d'Afrique du Sud
- Sélections par année :  2 en 1952,  4 en 1953, 3 en 1955, 6 en 1956